# Дуброва (Дзержинский район)
Дуброва́ (бел. Дубрава) — деревня в составе Фанипольского сельсовета Дзержинского района Минской области Беларуси. Деревня расположена в 162 километрах от Дзержинска, 26 километрах от Минска и 10 километрах от железнодорожной станции Фаниполь.

## История
Деревня известна с конца XVIII века, которая административно относилась к Минскому повету Минского воеводства ВКЛ. После второго раздела Речи Посполитой в 1793 году, находилось в составе Российской империи. В 1800 году насчитывалось 4 двора, 23 жителя, деревня находилась во владении койдановских кальвинистов.
В середине XIX века находилась в составе имения Чениковщина. Во второй половине XIX века—начале XX века находилась в составе Койдановской волости Минского уезда Минской губернии. В 1870 году насчитывалось 10 ревизских душ, деревня находилась в составе Черниковщинской сельской общины. В 1897 году, по данным переписи, в селении проживали 57 жителей, насчитывалось 8 дворов. В 1917 году насчитывалось 15 дворов, 100 жителей, а на одноимённом хуторе — 1 двор, 3 жителя.
С 20 апреля 1924 года в составе Байдацкого сельсовета (переименован 21 августа 1925 года в Ледницкий) Койдановского района Минского округа, затем Дзержинского польского национального района. 31 июля 1937 года полрайон был упразднён и деревня была включена в состав Минского района. С 20 февраля 1938 года находится в составе Минской области, которая была образована после упразднения окружной системы деления Белорусской ССР. С 4 февраля 1939 года в составе восстановленного Дзержинского района. В 1926 году насчитывалось 14 дворов, проживали 80 жителей. В годы коллективизации был организован колхоз.
Во время Великой Отечественной войны с 28 июня 1941 года по 7 июля 1944 года деревня была оккупирована немецко-фашистскими захватчиками, на фронте погибли 4 жителя деревни. В послевоенное время деревня входила в состав колхоза «Искра» (центр — д. Черниковщина). С 16 июля 1954 года деревня была переведена в состав Фанипольского сельсовета. В 1960 году в деревне проживали 33 жителя. В 1991 году насчитывалось 14 хозяйств, проживали 36 жителей. По состоянию на 2009 год, деревня находится в составе СПК «Искра-Агро».

## Население
| Численность населения (по годам) | Численность населения (по годам) | Численность населения (по годам) | Численность населения (по годам) | Численность населения (по годам) | Численность населения (по годам) | Численность населения (по годам) | Численность населения (по годам) |
| 1800                             | 1897                             | 1909                             | 1917                             | 1926                             | 1960                             | 1991                             | 1999                             |
| -------------------------------- | -------------------------------- | -------------------------------- | -------------------------------- | -------------------------------- | -------------------------------- | -------------------------------- | -------------------------------- |
| 23                               | ↗57                              | ↘50                              | ↗103                             | ↘80                              | ↘33                              | ↗36                              | ↗55                              |
| 2004                             | 2009                             | 2017                             | 2018                             | 2020                             | 2022                             |                                  |                                  |
| ↘39                              | ↗41                              | ↘37                              | ↗40                              | ↘36                              | →36                              |                                  |                                  |